# Hotel Oslo
L'album Hotel Oslo di Magne Furuholmen fa da colonna sonora all'omonimo film norvegese.

## Formazione
- Magne Furuholmen: pianoforte, chitarra cori
- Freddie Wadling voce
- Kjetil Bjerkestrand: arpa, armonica, piano

## Altri Musicisti
- Anneli M. Drecker voce sulla traccia 7 (We'll Never Speak Again)
- Per Lindvall: batteria
- Eivind Aarset: chitarra
- Jonny Sjo: basso
- Bjorg Vaernes: cello
- Henninge Batnes: viola

## Tracce
1. Con Sordino - 1:06
2. In The Hands Of Fools - 4:33
3. City View - 1:22
4. A Room For Thought - 3:25
5. Witchi Tai To The Sharp - Canopies Of Your Broken Heart - 4:07
6. Corridor - 2:04
7. We'll Never Speak Again - 6:50
8. I Remember You - 2:17
9. Half Remembering, Half Trying To Forget - 4:33
10. Shaft Man - 2:03
11. White Walls, A Door And A Window - 1:08
12. The City Breathes A Stinking Rhythm - 3:16
13. Freddie's Hymn: Ismael  -  Sea Of Blood - 3:09
14. The Postcard You Never Sent: - Greetings From Hotel Oslo  - 3:29